# ОКК Прњавор
Омладински Кошаркашки клуб Прњавор је клуб из Прњавора. Основан је 2004.. У почетку се бавио тренирањем млађих селекција (пионири, кадети, јуниори). Од 2009. почиње са сениорима. Године 2010. клуб успјева да се из 3. лиге Републике Српске пласира у 2. лигу Републике Српске.

## Почетак рада клуба
Од 2004. заживео је рад Омладинског кошаркашког клуба „Прњавор“. На челу стручног штаба је Александар Бокур, млади наставник физичке културе и велики заљубљеник у кошарку.
Први резултати на окупљању младих снага дали су веома добре резултате.
| „                  | Ми смо колектив који ради искључиво на млађим категоријама, пионирима, кадетима и јуниорима. Полетарци имају своје лигашко такмичење, гдје остварује завидне резултате. За непуне три године постојања, урадили смо много на популаризацији кошарке. Намјера нам је да привучемо што више младих, како бисмо их некако одвојили од евентуално утицаја којекаквих порока. | ” |
| — Александар Бокур | |   |

Клуб се задовоњава са руководством сарадње ОШ „Никола Тесла“, чију фискултурну салу користе за тренинге и утакмице. Одавно, у Прњавору је отворена модерна спортска дворана, па то пружа могућност рада у оптималним условима.
Од 28.10. 2016.
| Позиција             | Број | Држава              | Играч             | Висина |
| -------------------- | ---- | ------------------- | ----------------- | ------ |
| Бек                  | 12   | Босна и Херцеговина | Хашим Селимовић   | 190 цм |
| Плејмејкер/Бек       | 9    | Босна и Херцеговина | Божо Марић        | 180 цм |
| Плејмејкер           | 10   | Босна и Херцеговина | Никола Калабић    | 190 цм |
| Бек/Плејмејкер       | 7    | Босна и Херцеговина | Мирко Васић       | 181 цм |
| Центар/Крилни центар | 25   | Босна и Херцеговина | Далибор Миоданић  | 196 цм |
| Бек-Крило            | 14   | Босна и Херцеговина | Стефан Стакић     | 190 цм |
| Центар               | 15   | Босна и Херцеговина | Марко Слијепчевић | 203 цм |
| Крилни центар        | 13   | Босна и Херцеговина | Дејан Лазић       | 190 цм |
| Бек/Крило            | 11   | Босна и Херцеговина | Деан Рогић        | 188 цм |
| Крилни центар        | 5    | Босна и Херцеговина | Милош Југовић     | 188 цм |
| Бек                  | 8    | Босна и Херцеговина | Пеђа Колобарић    | 190 цм |

### Позиције у тиму
| Poz. | Petorka           | Klupa            | Klupa           | Rezerve |  |
| ---- | ----------------- | ---------------- | --------------- | ------- |  |
| C    | Марко Слијепчевић | Далибор Миоданић |                 |         |  |
| PF   | Дејан Лазић       | Милош Југовић    | Хашим Селимовић |         |  |
| SF   | Стефан Стакић     | Пеђа Колобарић   |                 |         |  |
| SG   | Деан Рогић        | Мирко Васић      |                 |         |  |
| PG   | Никола Калабић    | Божо Марић       |                 |         |  |